# Éparchie de Baalbek-Deir El-Ahmar des Maronites
L'éparchie de  Baalbek-Deir El-Ahmar des Maronites (en latin : Eparchia Helipolitana-Rubrimonasteriensis Maronitarum) est une éparchie de l'Église maronite érigée en 1671. En 2009 elle comptait 35 000 baptisés. Son évêque est Mgr Hanna Rahmé, O.L.M. 

## Territoire
L'éparchie comprend la ville de Baalbek et celle de Deir El Ahmar. Elle est subdivisée en 34 paroisses.

## Histoire
L'éparchie maronite de Baalbeck est relativement récente. Le premier évêque connu fut Gabriel Moubarak, mentionné aux alentours de l'an 1671. Comme tous les sièges maronites, son erection canonique fut confirmé par le synode maronite du Mont-Liban de 1736. 
Il fut uni au siège de Zahlé le 4 août 1977. Le 9 juin 1990, les deux éparchies sont séparés et l'éparchie de Baalbeck-Deir El Ahmar acquiert alors son nom actuel. 

## Liste des évêques
- Gabriel I Moubarak (1671 - 1732 décès)
- Arsene † (mentionné en 1757)
- Gabriel II Moubarak † (1763 - 28 juillet 1788 décédé)
- Pierre Moubarak † (1788 - 17 novembre 1807 décédé)
- Antoine Khazen † (1808 - 18 février 1858 décédé)
- Youhanna Al-Hajj † (10 août 1861 - 23 juin 1890 élu patriarche d'Antioche)
- Jean Mourad † (12 juin 1892 - 1er mai 1937 décédé)
- Elias Richa † (10 octobre 1937 - 24 août 1953 décédé)
- Abdallah Nujaim † (4 avril 1954 - 12 novembre 1966 démission)
- Chucrallah Harb ( 15 mars 1967 - 4 août 1977 nommé évêque de Jounieh)
- Georges Scandar (4 août 1977 - 9 juin 1990 nommé évêque de Zahlé)
- Philippe Boutros Chebaya † (9 juin 1990 - 10 juin 1995 retraite)
- Paul-Mounged El-Hachem (10 juin 1995 - 27 août 2005)
- Simon Atallah[1], OAM , (24 septembre 2005 - 15 mars 2015 retraite)
- Hanna Rahmé[2], O.L.M. , (1er août 2015 -)